# Дон С. Вільямс
Дон С. Вільямс (англ. Don S. Williams, при народженні: Дональд Вільям Шліт англ. Donald William Schlit; нар. 11 лютого 1938, Едмонтон, Альберта, Канада) — канадійський актор, режисер, продюсер, радіоведучий та політик. Відомий за роллю Першого старійшини у телесеріалі «Цілком таємно».

## Життєпис
Дональд Вільям Шліт народився 11 лютого 1938 року в Едмонтоні, Альберта, Канада. Він виріс у Стоні-Плейн, містечку Едмонтонського столичного регіону. Там закінчив школу в 1955 році. 
1957 року переїздить у Ллойдмінстер, де працює на радіостанції «CKSA-FM». У 1958 році працює радіоведучим на радіостанції «CKRM» в Реджайні, Саскачеван. З 1959 до 1963 року працював продюсером та режисером на телеканалі «CKX-TV» у місті Брендон, Манітоба. 
З 1963 по 1979 рік Дон С. Вільямс працював продюсером та директором на телеканалі CBC (CBWT) у Вінніпезі. 
У 1965 році Дон С. Вільямс став членом Ліберальної партії Канади. Брав участь у передвиборчих капмпаніях партії. Був директором з комунікацій під час виборчої кампанії Ізраїля Аспер на виборах в Манітобі у 1973 році.
Дон С. Вільямс з 1968 по 1978 рік  працював головним переговорником з колективних угод у «Канадській асоціації виробників та режисерів телевізійних програм», він один із засновників асоціації. 
У 1993 році йому був поставлений діагноз — хвороба Паркінсона.

## Особисте життя
Дон С. Вільямс був у шлюбі з Сильвією Галик (1959–1963). У 1966 році одружився з Одрі Вільямс. У нього двоє дітей, син Джефф та донька Гайді.

## Фільмографія
| Рік       | Назва (укр.)                          | Назва (англ.)                    | Тип            | Режисер    | Продюсер   | Актор               |
| --------- | ------------------------------------- | -------------------------------- | -------------- | ---------- | ---------- | ------------------- |
| 2000      | «Азартні ігри»                        | Reindeer Games                   | Художній фільм |            |            | (дядько Рей)        |
| 1995—1999 | «Цілком таємно»                       | The X-Files                      | Телесеріал     |            |            | (Перший старійшина) |
| 1998      | «Цілком таємно: Боротьба за майбутнє» | The X-Files                      | Художній фільм |            |            | (Перший старійшина) |
| 1992      | «Фатальні спогади»                    | Fatal Memories                   | Телесеріал     |            |            | (містер Насон)      |
| 1991      | «Палацова гвардія»                    | Palace Guard                     | Телесеріал     |            |            | (Ріццо)             |
| 1991      | «Неоновий вершник»                    | Neon Rider                       | Телесеріал     |            |            | (другорядна роль)   |
| 1991      | «Матусі-детектив»                     | Mom PI                           | Телесеріал     |            |            | (другорядна роль)   |
| 1988      | «Розумник»                            | Wiseguy                          | Телесеріал     |            |            | (Макдональд)        |
| 1987      | «Вітчим»                              | The Stepfather                   | Художній фільм |            |            | (містер Старк)      |
| 1985—1989 | «Океанська хвиля»                     | The Beachcombers                 | Телесеріал     | Green tick | Green tick |                     |
| 1985      | «Чун Чак»                             | Chung Chuck                      | Телесеріал     | Green tick | Green tick |                     |
| 1979      | «Гекльберрі Фінн та його друзі»       | Huckleberry Finn and His Friends | Телесеріал     | Green tick |            |                     |
| 1977      | «Чарівна брехня»                      | The Magic Lie                    | Телесеріал     |            | Green tick |                     |
| 1974      | «Перформанс»                          | Performance                      | Телесеріал     | Green tick |            |                     |
| 1973      | «Лео та я»                            | Leo and Me                       | Телесеріал     |            | Green tick |                     |

## Нагороди та номінації
| Рік  | Премія                            | Номінація                                  | Результат |
| ---- | --------------------------------- | ------------------------------------------ | --------- |
| 2003 | «Премія Гільдії режисерів Канади» | Нагорода Дона Голдейна за особливі заслуги | Перемога  |